# Roxane (film)
Pour les articles homonymes, voir  Roxane.
Pour plus de détails, voir Fiche technique et Distribution.
Roxane est un film français réalisé par Mélanie Auffret, sorti en 2019. Il s'agit de son premier long métrage.
Le film suit Raymond (Guillaume de Tonquédec) qui est éleveur de poules bio en Bretagne. Lorsqu'il est menacé de faillite, il songe à une idée folle : faire le buzz sur internet en mettant en scène ses poules dans des vidéos. Passionné en secret par le théâtre, il tente de sauver sa ferme et sa vie de famille en s'inspirant de Cyrano de Bergerac avec son actrice fétiche, une poule dénommée Roxane.

## Synopsis
Raymond est un éleveur de poules bio en Bretagne qui récite des passages de Cyrano de Bergerac à ses poules en récompense de leur ponte.
Alors qu'il négocie l’augmentation des prix des œufs, achetés par sa coopérative, de 0,02 euro, Raymond apprend que la coopérative n'achètera plus les œufs des petites exploitations à la suite du passage au bio d'une exploitation semi-industrielle dirigée par le fils Kerbogne.
Kerbogne se défend auprès des petits éleveurs de vouloir léguer un élevage rentable à son fils.
La coopérative s'engage à terminer le cycle en cours de poules pondeuses, puis ne prendra plus les œufs au renouvellement du cheptel. Raymond est le premier éleveur à terminer un cycle.
Le voyant sans solution, sa tante lui parle de jeunes qui ont sauvé un bar grâce au buzz sur Internet.
Raymond a donc une idée folle : mettre en scène ses poules dans des vidéos sur internet, afin de sauver sa ferme. Passionné en secret par le théâtre, il tente de sauver sa ferme et sa vie de famille en s'inspirant de Cyrano de Bergerac avec son actrice fétiche : une poule dénommée Roxane.
La réalisation de ses vidéos l'amène à se rapprocher de Wendy, une Anglaise proposant des chambres d'hôtes avec laquelle il a un conflit de terrain. Elle l'aide, en échange d'un travail d'ébénisterie.
La femme de Raymond, Anne-Marie, ne le soutient pas dans son idée folle et essaye de persuader son mari d'entamer une reconversion dans la menuiserie où il a un talent fou. Anne-Marie pense être la seule à avoir la tête sur les épaules et cherche à vendre le hangar par l'intermédiaire de Kerbogne et acheter un local en ville pour un atelier de menuiserie. Raymond veut faire le métier qu'il aime : élever des poules.
Le couple subit des tensions, surtout quand Anne-Marie soupçonne Raymond d’avoir une liaison avec Wendy.
Raymond a réussi à faire le buzz sur Internet et rencontre la coopérative peu avant le départ de ses poules, pour les persuader d'acheter les œufs de l'exploitation qui fait le buzz sur Internet. La coopérative est insensible et refuse.
Raymond et sa poule Roxane se retrouvent dans un hangar vide. Il se saoule au bar avec son beau-frère Poupou pour noyer son chagrin. Ensemble ils leur vient une idée : vendre eux-mêmes leurs œufs.
Avec l'aide de sa fille étudiante à SciencePo Rennes, Raymond constitue un dossier pour une marque d’œufs avec un code à barres redirigeant vers une vidéo YouTube présentant l'exploitation qui a produit les œufs. Il présente ce dossier à sa femme, conseillère dans une banque, afin d'obtenir un crédit. Fière de lui, elle lui demande de présenter le dossier dans une autre banque du groupe à Vannes afin d'éviter tout conflit d'intérêts.
Toute la famille réunie présente le projet aux autres petits éleveurs dans le bar du village afin qu'ils se joignent à l'aventure.

## Fiche technique
Sauf indication contraire, les informations mentionnées dans cette section peuvent être confirmées par la base de données cinématographiques Unifrance,  présente dans la section « Liens externes ».
- Titre original : Roxane
- Réalisation : Mélanie Auffret
- Scénario : Mélanie Auffret et Michaël Souhaité
- Musique : Gaëtan Roussel
- Décors : Thomas Ducos
- Costumes : Marie-Laure Lasson
- Photographie : Nicolas Massart
- Son : Pascal Armant, Fabrice Grizard et Corentin Meyrieux
- Montage : Jeanne Kef
- Production : Nicolas Duval-Adassovsky et Foucauld Barré
- Sociétés de production : Quad Films et ADNP ; TF1 Studio et France 3 Cinéma (coproductions)
- Société de distribution  : Mars Films
- Budget : 4 millions d'euros[2]
- Pays de production : France
- Langue originale : français
- Format : couleur
- Genre : comédie
- Durée : 85 minutes
- Dates de sortie :
  - France : 17 janvier 2019 (Festival international du film de comédie de l'Alpe d'Huez) ; 12 juin 2019 (sortie nationale)
  - Québec : 4 octobre 2019
  - Suisse romande : 12 juin 2019

## Distribution
- Guillaume de Tonquédec : Raymond
- Léa Drucker : Anne-Marie
- Lionel Abelanski : Poupou
- Kate Duchêne : Wendy
- Michel Jonasz : Kerborgne
- Jean-Yves Lafesse : Olivier
- Liliane Rovère : Tante Simone

## Tournage
Le tournage a lieu, entre le 11 juin et le 27 juillet 2018, en Bretagne, dont à Corlay (Côtes d'Armor) et à Pontivy (Morbihan).